# Osamu Shimomura
Osamu Shimomura (下村 脩, Shimomura Osamu ; Fukuchiyama, 27 augustus 1928 – Nagasaki, 19 oktober 2018) was een Japans scheikundige en zeebioloog.

## Biografie
De in Fukuchiyama geboren Shimomura bracht zijn kindertijd door in Mantsjoerije, nu Noordoost China, tijdens de Japanse bezetting alsmede in Osaka en andere plaatsen in Japan. Later hij verhuisde naar Isahaya, nabij Nagasaki, waar hij op zestienjarige leeftijd de Amerikaanse atoombomaanval meemaakte op die stad in 1945. Hij studeerde biochemie aan het Nagasaki College of Pharmacy, alwaar hij in 1951 zijn bachelordiploma behaalde. Hij werd in 1960 doctor in de organische chemie aan de Universiteit van Nagoya (名古屋大学, Nagoya daigaku). Sinds 1960 verbleef hij in de Verenigde Staten. Van 1960 tot 1982 werkte hij als onderzoeker in de faculteit Biologie van de Princeton-universiteit. Van 1982 tot aan zijn pensioen in 2001 werkte hij in het laboratorium voor Mariene biologie van de Universiteit van Boston in Woods Hole (Massachusetts).

## Werk
Als student kreeg Shimomura de taak toegewezen een verklaring te vinden waarom bepaalde zeedieren gloeien. Het was een onderzoek dat hem het grootste deel van zijn wetenschappelijke carrière zou bezighouden. In 1962 ontdekte hij als eerste dat een bepaald eiwit dat hij uit de kwal Aequorea victoria had geïsoleerd, groen oplicht onder invloed van ultraviolet licht. Om te gloeien geeft de kwal calciumionen vrij, die zich binden aan een proteïne dat hij aequorine noemde. Het is deze moleculaire binding die het oplichten veroorzaakt. Zijn ontdekking van GFP en zijn onderzoek daarvan zorgde ervoor dat hij een leidend expert werd op het gebied van luminescent scheikunde. 
In 2008 ontving hij de Nobelprijs voor Scheikunde samen met Martin Chalfie en Roger Tsien voor hun ontdekking en ontwikkeling van dit groen fluorescent proteïne (Green Fluorescent Protein, GFP).

## Prijzen
- Pearse-prijs (2004)
- Emile Chamot Award (2005)[6]
- Asahi-prijs (朝日賞, Asahi shō,2006)[7]
- Nobelprijs voor Scheikunde (2008)

1901: Van 't Hoff ·
1902: E. Fischer ·
1903: Arrhenius ·
1904: Ramsay ·
1905: Baeyer ·
1906: Moissan ·
1907: Buchner ·
1908: Rutherford ·
1909: Ostwald ·
1910: Wallach ·
1911: Curie ·
1912: Grignard, Sabatier ·
1913: Werner ·
1914: Richards ·
1915: Willstätter ·
1918: Haber ·
1920: Nernst ·
1921: Soddy ·
1922: Aston ·
1923: Pregl ·
1925: Zsigmondy ·
1926: Svedberg ·
1927: Wieland ·
1928: Windaus ·
1929: Harden, Euler-Chelpin ·
1930: H. Fischer · 
1931: Bosch, Bergius ·
1932: Langmuir ·
1934: Urey ·
1935: F. Joliot-Curie, I. Joliot-Curie ·
1936: Debye ·
1937: Haworth, Karrer ·
1938: Kuhn ·
1939: Butenandt, Ružička ·
1943: Hevesy · 
1944: Hahn ·
1945: Virtanen ·
1946: Sumner, Northrop, Stanley ·
1947: Robinson · 
1948: Tiselius · 
1949: Giauque ·
1950: Diels, Alder ·
1951: McMillan, Seaborg ·
1952: Martin, Synge ·
1953: Staudinger ·
1954: Pauling ·
1955: Vigneaud ·
1956: Hinshelwood, Semjonov ·
1957: Todd ·
1958: Sanger ·
1959: Heyrovský ·
1960: Libby ·
1961: Calvin ·
1962: Perutz, Kendrew ·
1963: Ziegler, Natta ·
1964: Hodgkin ·
1965: Woodward ·
1966: Mulliken ·
1967: Eigen, Norrish, Porter ·
1968: Onsager ·
1969: Barton, Hassel ·
1970: Leloir ·
1971: Herzberg ·
1972: Anfinsen, Moore, Stein · 
1973: E.O. Fischer, Wilkinson · 
1974: Flory ·
1975: Cornforth, Prelog ·
1976: Lipscomb ·
1977: Prigogine · 
1978: Mitchell ·
1979: Brown, Wittig ·
1980: Berg, Gilbert, Sanger ·
1981: Fukui, Hoffmann ·
1982: Klug ·
1983: Taube ·
1984: Merrifield ·
1985: Hauptman, Karle ·
1986: Herschbach, Lee, Polanyi ·
1987: Cram, Lehn, Pedersen ·
1988: Deisenhofer, Huber, Michel ·
1989: Altman, Cech ·
1990: Corey ·
1991: Ernst ·
1992: Marcus ·
1993: Mullis, Smith ·
1994: Olah ·
1995: Crutzen, Molina, Rowland ·
1996: Curl, Kroto, Smalley ·
1997: Boyer, Walker, Skou ·
1998: Kohn, Pople ·
1999: Zewail ·
2000: Heeger, MacDiarmid, Shirakawa ·
2001: Knowles, Noyori, Sharpless ·
2002: Fenn, Tanaka, Wüthrich ·
2003: Agre, MacKinnon ·
2004: Ciechanover, Hershko, Rose ·
2005: Grubbs, Schrock, Chauvin ·
2006: Kornberg ·
2007: Ertl ·
2008: Shimomura, Chalfie, Tsien ·
2009: Steitz, Yonath, Ramakrishnan ·
2010: Heck, Negishi, Suzuki ·
2011: Shechtman ·
2012: Kobilka, Lefkowitz ·
2013: Karplus, Levitt, Warshel ·
2014: Betzig, Hell, Moerner ·
2015: Lindahl, Modrich, Sancar ·
2016: Sauvage, Stoddart, Feringa ·
2017: Dubochet, Frank, Henderson · 
2018: Arnold, Winter, Smith ·   
2019: Goodenough, Whittingham, Yoshino ·
2020: Charpentier, Doudna ·
2021: List, MacMillan ·
2022: Bertozzi, Meldal, Sharpless ·
2023: Bawendi, Brus, Jekimov ·
2024: Baker, Hassabis, Jumper